# Château des Pins
Le château des Pins est une tour médiévale située sur la vallée de la Bonnieure dans la commune des Pins en Charente.

## Historique
Il n'existe que peu d'archives. Un litige sur le droit de justice aurait opposé le seigneur des Pins et les augustins du couvent de Mortemart. La famille Viroulaud de Marillac aurait construit le château placé à la frontière entre les possessions anglaises et françaises durant la guerre de Cent Ans.
En 1643 François Viroulaud de Marrillac qui s'est opposé au roi durant la Fronde est décapité et la seigneurie des Pins est achetée en 1626 par René de Devezeau.
C'est le curé de Saint-Mary René Merceron qui achète les Pins à la Révolution, puis se marie et devient maire des Pins en 1840.

## Architecture
Le donjon carré à trois étages et couronné de mâchicoulis se caractérise par la blancheur de sa pierre calcaire. Il se compose d'une grande pièce à chaque étage. L'entrée comportait un pont-levis qui a disparu. Une tourelle d'angle et une petite tourelle d'escalier qui remplace une tour d'escalier écroulée complètent les constructions.
Il est inscrit aux monuments historiques depuis le 3 avril 1958.